# 下井町
下井町（しもいちょう）は、愛知県尾張旭市の地名。

## 地理

### 河川・池沼
- 矢田川
- 雨池

### 交通
- 愛知県道208号上半田川名古屋線

### 施設
- 尾張旭市立東中学校
- 三菱電機名古屋製作所旭工場
- 稲菱テクニカ旭工場
- 尾張精機旭工場
- 尾張旭市東部浄化センター
- 尾張旭市環境事業センター

## 歴史

### 人口の変遷
国勢調査による人口および世帯数の推移。
| 1995年（平成7年）  | 19世帯 47人 |  |
| 2000年（平成12年） | 21世帯 56人 |  |
| 2005年（平成17年） | 26世帯 61人 |  |
| 2010年（平成22年） | 24世帯 64人 |  |
| 2015年（平成27年） | 23世帯 68人 |  |
| 2020年（令和2年）  | 27世帯 69人 |  |

### WEB
1. ↑  “愛知県尾張旭市の町丁・字一覧”.   人口統計ラボ. 2024年5月11日閲覧。
2. 1 2  総務省統計局 (2022年2月10日). “令和2年国勢調査の調査結果(e-Stat) - 男女別人口，外国人人口及び世帯数－町丁・字等” (CSV). 2023年8月2日閲覧。
3. ↑  “市外局番の一覧” (PDF).   総務省 (2022年3月1日). 2022年3月22日閲覧。
4. ↑  “ナンバープレートについて”.   一般社団法人愛知県自動車会議所. 2024年1月21日閲覧。
5. ↑  総務省統計局 (2014年3月28日). “平成7年国勢調査の調査結果(e-Stat) - 男女別人口及び世帯数 －町丁・字等” (CSV). 2021年7月20日閲覧。
6. ↑  総務省統計局 (2014年5月30日). “平成12年国勢調査の調査結果(e-Stat) - 男女別人口及び世帯数 －町丁・字等” (CSV). 2021年7月20日閲覧。
7. ↑  総務省統計局 (2014年6月27日). “平成17年国勢調査の調査結果(e-Stat) - 男女別人口及び世帯数 －町丁・字等” (CSV). 2021年7月21日閲覧。
8. ↑  総務省統計局 (2012年1月20日). “平成22年国勢調査の調査結果(e-Stat) - 男女別人口及び世帯数 －町丁・字等” (CSV). 2021年7月21日閲覧。
9. ↑  総務省統計局 (2017年1月27日). “平成27年国勢調査の調査結果(e-Stat) - 男女別人口及び世帯数 －町丁・字等” (CSV). 2021年7月21日閲覧。